# 1000 Airplanes on the Roof
1000 Airplanes on the Roof (título original en inglés; en español, Mil aviones en el tejado) es un melodrama en un acto con música de Philip Glass y texto de David Henry Hwang y proyecciones de Jerome Sirlin. Es descrita por Glass como "un drama musical de ciencia ficción".
La obra fue un encargo del Festival de Donau, Krems an der Donau, The American Music Theater Festival, Filadelfia, y el Ayuntamiento de Berlín Occidental en 1988.  Se estrenó el 15 de julio de 1988, en el Aeropuerto de Viena en el Hangar #3. La representación contó con Linda Ronstadt y fue dirigida por Michael Riesman. El estreno estadounidense tuvo lugar en septiembre de 1988 en The American Music Theater Festival, Filadelfia y siguió reprsentándose en 40 ciudades estadounidenses, incluyendo la ciudad de Nueva York, Boston y Chicago así como Glasgow, Escocia durante la celebración de esa ciudad como Ciudad Europea de la Cultura.